# حقل الغراف
حقل الغراف هو حقل نفطي في جنوب العراق وتحديدا 5 كيلومترات شمال غرب قضاء الرفاعي في (محافظة ذي قار) وعلى بعد 85 كيلومتراً شمال مدينه الناصرية.

## جيولوجيا
اكتشف حقل النفط البري عام 1984 ويحتوي على النفط في خزانات العصر الطباشيري. يبلغ طول الحقل 17.5 كم وعرضه 5.5 كم. ويقدر أنها تحتوي على 1.3 مليار برميل من احتياطيات النفط.

## التطوير
أحيل للتطوير من خلال جولة التراخيص الثانية إلى ائتلاف شركة بتروناس الماليزية وشركة جابكس اليابانية بالاضافه للشريك الحكومي، حيث وقعت شركة بتروناس عقد تطوير الحقل في يناير/كانون الثاني 2010، في تحالف بقيادتها مع شركة جابكس اليابانية.
بدء بالإنتاج 31 آب/أغسطس 2013 وبمعدل أدنى 3500 برميل يوميا
في 21 أيلول/سبتمبر 2013، افتتح الحقل بمعدل إنتاج يبلغ 35 الف برميل يومياً، وذلك بحضور رئيس الوزراء نوري المالكي.
ويتراوح الإنتاج الحالي 87 و92 ألف برميل يوميا الإنتاج يكون بطريقة الاستنفاذ الطبيعي (بالإنجليزية: Natural Depletion)‏ [بحاجة لتبسيط المصطلحات] ولمدة أكثر من 4 سنوات بطاقة بين 64 ألفاً و100 ألف خلال فترة 2013- 2018 وتبلغ مساحه الحقل 350 كيلومتراً مربعاً والمخزون الاحتياطي 7,554 مليارات برميل عدد الآبار 48 بئرًا.

## المشغلون
- بتروناس (45%)
- جابكس الغراف (30% وجابكس الصافي 16.5%)
- شركة نفط الشمال (25%)

وصلت نسبة العراقيين المشغلين حالياً (2021) إلى 76%، حيث إن اغلب الإطارات العاملة في الحقل ضمن شركة بتروناس من العمالة العراقية من مهندسين وفنيين.

## حوادث
في 28 كانون الأول/ديسمبر 2021 تعرض مقر شركة «زيبك» الصينية العاملة ضمن الحقل النفطي لهجوم صاروخي (ار بي جي سفن) مع إطلاق وابل من الرصاص الحي على أيدي مسلحين مجهولين دون أن يسفر عن إصابات، كما أفاد مسؤولون.